# Ignacy Dawid II Szah
Ignacy Dawid II Szah (ur. ?, zm. ?) – w latach 1557–1591 99. syryjsko-prawosławny Patriarcha Antiochii. 